# Годфрі Ремплінг
Годфрі Лайонел Ремплінг (англ. Godfrey Lionel Rampling; нар. 14 травня 1909 — пом. 20 червня 2009) — британський легкоатлет, який спеціалізувався в бігу на короткі дистанції.

## Із життєпису
Олімпійський чемпіон в естафеті 4×400 метрів (1936).
Срібний олімпійський призер в естафеті 4×400 метрів (1932).
Чемпіон Ігор Британської імперії у бігу на 440 ярдів та в естафеті 4×440 ярдів (1934).
Ексрекордсмен Європи в естафеті 4×400 метрів.
Чемпіон Англії з бігу на 220 ярдів (1931) та 440 ярдів (1931, 1934).
По завершенні спортивної кар'єри служив у британських артилерійських військах, вийшов у відставку в званні підполковника. Пізніше працював секретарем одного з гольф-клубів.
Безпосередньо перед смертю був найстаршим британським олімпійським чемпіоном.
Донька Шарлотта (нар. 1946), відома британська кіноактриса.

## Основні міжнародні виступи
| Рік  | Змагання                 | Місто        | Місце | Дисципліна |
| ---- | ------------------------ | ------------ | ----- | ---------- |
| 1932 | Олімпійські ігри         | Лос-Анджелес | 1пф4  | 400 м      |
| 1932 | 1                        | 4×400 м      |       |            |
| 1934 | Ігри Британської імперії | Лондон       | 1     | 440 ярдів  |
| 1934 | 1                        | 4×440 ярдів  |       |            |
| 1936 | Олімпійські ігри         | Берлін       | 2пф4  | 400 м      |
| 1936 | 1                        | 4×400 м      |       |            |